# Edward Hiiboro Kussala

Wappen von Edward Hiiboro Kussala

Edward Hiiboro Kussala (* 23. März 1964 in Source-Yubu, Tombura County, Gharb al-Istiwa'iyya) ist ein südsudanesischer Geistlicher und römisch-katholischer Bischof von Tambura-Yambio.

## Leben
Bereits im Alter von drei Monaten verlor er seine Mutter, die durch nordsudanesische Truppen erschossen wurde. Seine Großmutter floh mit ihm in den Kongo. 
Nach seinem Studium der Philosophie und Theologie empfing er am 20. Mai 1994 die Priesterweihe. Zwischen 1995 und 2001 war Kussala in der Zentralafrikanischen Republik als Lehrer und Seelsorger tätig. Von 2001 bis 2005 studierte er in Rom Moraltheologie und Internationales Recht. Anschließend war er Professor an der Universität Khartum. Kussala ist Mitglied des East-African Writers Club. Er engagiert sich für den Friedensprozess in Afrika und wirbt für eine nachhaltige Hilfe.
Am 19. April 2008 wurde er von Papst Benedikt XVI. zum Bischof von Tombura-Yambio ernannt. Die Bischofsweihe spendete ihm der Erzbischof von Khartoum, Gabriel Kardinal Zubeir Wako, am 29. Juni desselben Jahres; Mitkonsekratoren waren Paulino Lukudu Loro MCCI, Erzbischof von Juba, und sein Amtsvorgänger Joseph Abangite Gasi.
Edward Hiiboro Kussala ist Vorsitzender der gemeinsamen Bischofskonferenz für Sudan und Südsudan.

## Schriften (Auswahl)
- Reconciliation a Springboard Peace for Social Transformation in the Sudan, Rom 2004
- Reconciliation, New Arms for peace in the Sudan (italienisch), Rom 2005
- Bishop Gasi Abangite, a Gift and Blessing, (überarbeitet), Nairobi 2006
- African reason for hope (Artikel), Rom 2005
- Globalization and its impacts on African Renaissance (Artikel), Rom 2005
- Islam and Human Rights in the Sudan, (Artikel), Rom 2008